# Teleskop kosmologiczny Atacama
Teleskop kosmologiczny Atacama (ang. Atacama Cosmology Telescope - ACT) – teleskop służący do badania mikrofalowego promieniowania tła za pomocą zjawiska soczewkowania grawitacyjnego. Zlokalizowany jest pod wygasłym wulkanem Cerro Toco, na pustyni Atakama w Chile.
Ufundowany przez amerykańską National Science Foundation jest efektem współpracy ośrodków Princeton University, University of Pennsylvania, NASA/GSFC, University of British Columbia, NIST, Pontificia Universidad Católica de Chile, University of KwaZulu-Natal, Cardiff University, Rutgers University, University of Pittsburgh, Columbia University, Haverford College; National Institute of Astrophysics, Optics and Electronics; LLNL, NASA/JPL, University of Toronto, Uniwersytet Kapsztadzki, University of Massachusetts Amherst i City University of New York (York College).

## Budowa
Teleskop oparty jest o konstrukcję Gregory’ego i składa się z dwóch zwierciadeł o średnicach 6 m i 2 m, które zostały złożone z aluminiowych paneli (odpowiednio 71 i 11 sztuk). Całkowita masa teleskopu to 50 ton, część ruchoma waży 40 ton. Całość konstrukcji jest obłożona ekranami minimalizującymi wpływ radiacji mikrofalowej gruntu. Skanuje niebo z maksymalną prędkością 0,2°/s.
Obserwacje są wykonywane z rozdzielczością kątową około 1 minuty kątowej w trzech częstotliwościach: 148, 217 i 277 GHz. Każda z nich jest mierzona przez 1024 bolometryczne detektory, chłodzone za pomocą ciekłego helu do temperatury 0,5 K.

## Cele naukowe
Teleskop łączy dwie doświadczalne metody badań kosmologicznych: soczewkowanie grawitacyjne (badanie uginania światła odległych obiektów przez mijane skupiska masy) i mikrofalowe promieniowanie tła (rozkład energii Wszechświata z epoki rekombinacji plazmy w wodór i hel). Przy wykorzystaniu efektu Suniajewa-Zeldowicza badane są masy gromad galaktyk (wraz z ich istotnymi składnikami w postaci neutrin i ciemnej energii). Siłą tej metody jest jej niezależność od przesunięcia ku czerwieni, dzięki czemu odległe (stare) gromady można wykrywać równie łatwo jak te bliższe. Wykorzystanie soczewkowania grawitacyjnego do badania promieniowania tła powoduje rozmycie fluktuacji pojawiających się przy standardowym badaniu rozkładu kątowego jego temperatury. Badania za pomocą teleskopu kosmologicznego Atacama powinny dostarczyć bardziej szczegółowych danych na temat natury promieniowania reliktowego w porównaniu z dotychczasowymi eksperymentami typu WMAP czy COBE.